# Isaac-Bénédict Prevost
Pour les articles homonymes, voir Prévost et Prevost.
Isaac-Bénédict Prevost, dit Bénédict Prevost, né à Genève le 7 août 1755 et mort à Montauban le 8 juin 1819, est un naturaliste et physicien genevois. Il est un précurseur de l'étude des infections fongiques des blés et des traitements pour les éviter et professeur de sciences à la faculté de théologie protestante de Montauban.

## Biographie

### Famille
Isaac-Bénédict Prevost est le fils de Jean-Jacques Prévost, graveur à Genève, et de Marie-Élisabeth Henry, et un cousin du physicien Pierre Prevost,. Peu intéressé par les études, il suit un parcours d'apprentissage comme graveur puis dans une épicerie, car son père le destine à faire carrière dans les affaires. Son intérêt pour les sciences s'affirme tardivement, d'abord par les mathématiques puis par la physique et les sciences naturelles. 

### Arrivée à Montauban
Ses connaissances en mathématiques lui ouvrent l'accès à un poste de précepteur des fils de la famille Delmas à Montauban qu'il accepte par volonté de s'émanciper. Il rejoint Montauban en 1777 et y demeure pendant le reste de sa vie. Il devient une figure scientifique locale importante, côtoyant notamment l'astronome Duc-la-Chapelle dont il est l'ami, et cofondateur de la Société des sciences et arts du Lot. À partir de 1797, il y présente ses travaux portant principalement sur des sujets d'optiques et de sciences naturelles, avant de les faire paraitre dans diverses publications (Annales de chimie, Journal de physique, Bibliothèque britannique, etc.),,.

### Travaux sur la carie du blé
À partir de 1797, il s'intéresse à la carie du blé, une maladie qui affecte les récoltes de céréales à des taux pouvant atteindre 30 à 50 %. Ses premiers travaux le confortent dans l'idée, généralement admise à l'époque, que la carie est une dégénérescence des grains causée par les climats humides.  
Ce n'est qu'en 1804 que Bénédict Prévost découvre que la carie du blé, à l'instar de la rouille, est en réalité due à un champignon (qui fut plus tard appelé Tilletia caries) dont il arrive à observer les phases de germination malgré des instruments scientifiques rudimentaires (loupes, microscope basique). Il poursuit ses recherches jusqu'en 1807, répétant ses expériences de mises en culture et d'observation avant de publier ses résultats dans le Mémoire sur la cause immédiate de la carie ou charbon des blés et de plusieurs autres maladies des plantes et sur les préservatifs de la carie. À l'inverse des croyances dominantes, il établit que l'humidité n'est pas directement à l'origine de la maladie mais qu'elle est indispensable au développement des spores du champignon. Il identifie également que le cuivre est un élément défavorable au développement du pathogène et conseille donc l'usage de sel de cuivre, et plus particulièrement des sulfates, comme traitements antifongiques. Il pose ainsi un jalon important en ouvrant la porte au sulfatage, une méthode de contrôle des pathogènes fongiques largement utilisée.  
Malgré d'excellents échos locaux, ses travaux furent accueillis froidement par des scientifiques occupant des postes plus élevés, notamment Henri-Alexandre Tessier chargé de la lecture de son mémoire à l'Institut de France, ou Augustin-Pyramus de Candolle,. 

### Activités d'enseignement
En 1810, Bénédict Prevost est nommé professeur de philosophie naturelle et rationnelle à la faculté de théologie protestante de Montauban fondée en 1808. Il obtient ce poste grâce à une recommandation de Marc-Auguste Pictet à Georges Cuvier réclamée par son cousin Pierre Prevost. Pour lui permettre d'accéder à ce poste, l'Académie de Toulouse lui octroie un doctorat en théologie en 1812, ce qui est remarquable pour quelqu'un qui n'a jamais suivi d'études supérieures,. Si ses prises de position théologiques sont contestées, les cours qu'il assure, notamment en mathématiques et statistiques, sont novateurs et appréciés de ses étudiants,.  
Bénédict Prevost continue à faire paraître des mémoires consacrée à l'optique et la physique jusqu'en 1819 année de son décès, à Montauban, des suites d'une courte maladie.

## Réception de ses travaux
La minimisation, voir l'occultation des découvertes de Bénédict Prevost par les canaux de diffusions institutionnels apparaît comme symptomatique du traitement des scientifique amateurs de province et du fonctionnement défaillant de l'Institut de France dans ses premières années. Elle semble liée à la fois à des problèmes de diffusion de l'information et de partage des travaux déjà réalisés par d'autres scientifiques mais aussi à un sentiment de supériorité des scientifiques parisiens vis à vis des érudits de province. La Société des sciences et arts du Lot a largement soutenu Prevost à la suite de cet accueil en accompagnant la publication du mémoire à Montauban et à Paris,.   
Les préconisations de Bénédict Prevost, vulgarisées dans une brochure de 32 pages par l'agronome Charles Lullin, sont mises en œuvre avec succès par les agriculteurs de Suisse (notamment sous l'impulsion de Louis Jurine et de Henri-Albert Gosse), de Grande-Bretagne et des Pays-Bas dès le début du XIXe siècle,,,. En France, il faudra attendre plusieurs dizaines d'années pour que ses travaux soient reconnus et confirmés par d'autres scientifiques - notamment Edmond Tulasne en 1854 - et l'utilisation du sulfate de cuivre ne sera généralisée qu'après l'arrivée du mildiou de la vigne en 1879 grâce à la bouillie bordelaise,,. Sa vision novatrice de l'importance des conditions environnementales dans le développement des pathogènes a été reprise dans les travaux de Lewis Ralph Jones (en) en 1920.

## Activité scientifique
Bénédict Prévost était membres des institutions suivantes,:
- Professeur de philosophie naturelle et rationnelle à la faculté de théologie protestante de Montauban ;
- Membre fondateur de la Société des sciences et arts du Lot[10] ;
- Membre de la Société de physique et d'histoire naturelle de Genève ;
- Membre de la Société des naturalistes de Genève ;
- membre de la Société helvétique des sciences naturelles ;
- Correspondant de la Société galvanique et d'électricité de Paris ;
- Correspondant des Sociétés médicales et de médecine pratique de Montpellier ;
- Correspondant de la Société des amateurs des sciences de Lille ;
- Correspondant de la Société d’émulation de Lausanne.

## Publications
- Mémoire sur divers moyens de rendre visibles à la vue les émanations odorantes (Annales de chimie, 1797).
- Histoire d'un insecte ou crustacée (Annales de chimie,1797), et publiée à part comme extrait des divers mémoires lus à la Société du Lot.
- Mémoire sur la Rosée (Annales de chimie, 1800).
- Remarque sur l’araignée des jardins (Bibliothèque britannique, 1801).
- Mémoire sur la cause immédiate de la carie ou charbon des blés et de plusieurs autres maladies des plantes et sur les préservatifs de la carie. (Paris, chez Bernard, et Montauban, chez Fontanel, 1807).
- Mémoire sur le mode d'émission de la lumière (Bibliothèque britannique, 1815).
- Mémoire sur le ralentissement des corps légers dans l'air (Annales de chimie, 1819).
- Mouvements produits par le contact mutuel de diverses substances et explications de ces mouvements, publié à titre posthume par Pierre Prevost (Genève, 1826)
- Sur une apparence de décomposition de la lumière blanche du corps qui la réfléchit, publié à titre posthume par Pierre Prevost.

## Mémoire et postérité

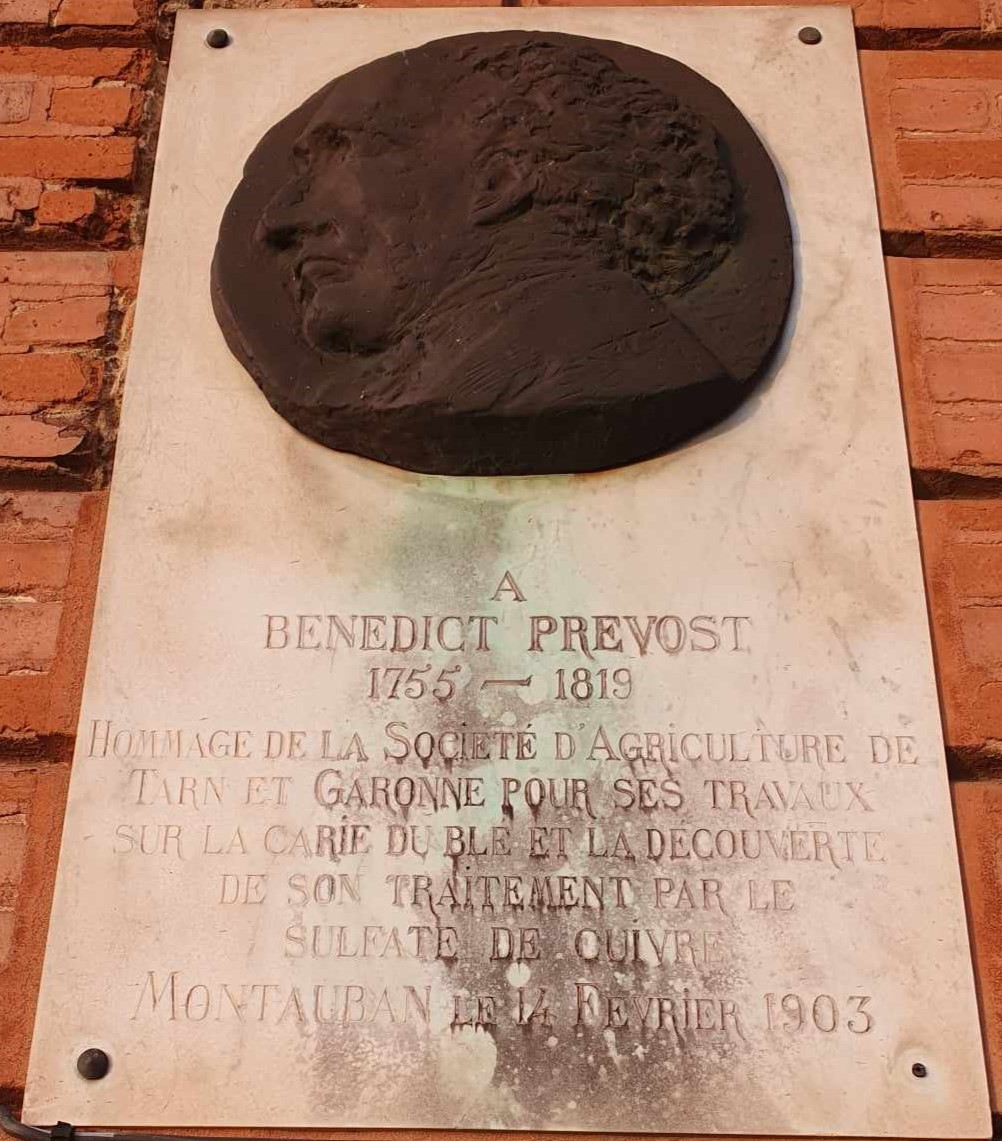
Benedict Prevost (1755-1819), naturaliste suisse - Plaque commémorative à Montauban

La mémoire de Bénédict Prevost s'est longtemps maintenue hors des institutions scientifiques grâce aux efforts de son cousin Pierre Prevost qui publia une notice détaillant sa vie et deux mémoires posthumes, et grâce à certains de ses élèves comme les frères Débia,. 
Une plaque commémorative est apposée en 1903 sur la façade du muséum d'histoire naturelle Victor Brun à Montauban,. 
Son nom est donné à une rue de Montauban dans le quartier Villebourbon où il habitait.
Une exposition s'est tenue en 2019, à l'occasion du bicentenaire de son décès, à la mairie de La Salvetat-Belmontet.